# 1966年11月12日日食
1966年11月12日日食是一次日全食，發生於1966年11月12日。新月當天（即朔日），地球上觀測到月球和太阳的角距離極小，此時月球如果恰好在月球交點附近，穿過太阳和地球之間，與地球、太阳接近一直線，則會出現日食。月球本影接觸地表而使該區域完全得不到陽光，就會形成日全食，同時在本影兩側數千公里的半影範圍內遮擋部分陽光，形成日偏食。此次日全食經過了秘鲁、智利、玻利維亞、阿根廷、巴拉圭、巴西，日偏食則覆蓋了拉丁美洲大部分、非洲南部及周邊部分地區。多國科學家前往南美洲觀測了日全食，而双子座12号的任務成員也在太空拍攝到了日食照片。

## 日食概況

### 出現區域
太平洋東部、法国海外領土克利珀頓島東南約1000公里的洋面在日出時最先看到日全食，此後月球本影向東南移動，登上秘鲁，斜貫南美洲後從巴西海岸南端進入大西洋，在巴西南里奧格蘭德州東南約490公里的洋面達到最大食分。此後本影逐漸轉為向東，再轉向東北，從南非以南進入南印度洋，最終在日落時分結束於愛德華王子群島東北約910公里處。
本影經過的陸地包括：
- 秘魯：自西北向東南斜貫利馬大區（含今利馬省除西南沿海外的大部和卡亞俄大區除南部外的大部），經過胡寧大區南部和伊卡大區極東北角，斜貫萬卡韋利卡大區和阿亞庫喬大區，經過阿普里馬克大區西南部，斜貫阿雷基帕大區中部偏東和莫克瓜大區中部偏北，經過塔克納大區東北半部和普諾大區南部，其中利馬處於全食帶南緣，市區東北部能看見全食，是此次全食帶涉及的唯一首都；
- 智利：塔拉帕卡大區東北部（今阿里卡和帕里納科塔大區東北部）；
- 玻利维亚：經過拉巴斯省西南部，自西北向東南斜貫奧魯羅省西南部和波托西省中部偏東，經過丘基薩卡省西南角和塔里哈省西南部；
- 阿根廷：自西北向東南斜貫薩爾塔省北部，經過福爾摩沙省西南部，斜貫查科省東北部和科連特斯省中部偏北；
- 巴拉圭：擦過涅恩布庫省西南部；
- 巴西：自西北向東南斜貫南里奧格蘭德州西南部。[4][5]

除了狹窄的全食帶內能看見日全食之外，月球半影覆蓋範圍內都能看到日偏食，包括拉丁美洲除墨西哥西北部外的大部分、美国東南部、西非西南部、中部非洲南部、南部非洲、东非西南部、南极洲靠近大西洋的約一半。

### 基本參數
- 類型：日全食
- 食甚中心處（位於巴西南里奧格蘭德州東南約490公里的南大西洋）資料：
  - 時間：1966年11月12日14:22:50.4

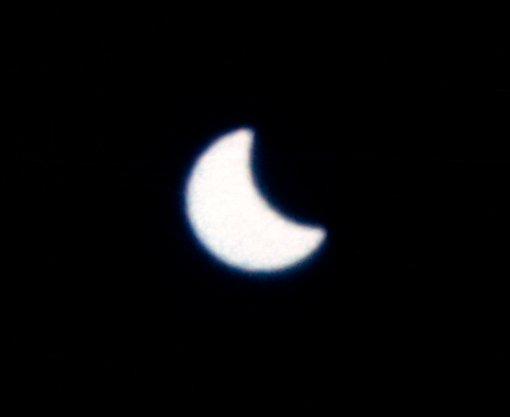
双子座12号成員在太空拍攝的日偏食

  - 地點：35°37.4′S 48°9.7′W / 35.6233°S 48.1617°W
  - 食分：1.0234（全食帶內最大）
  - 日全食持續時間：1分57.3秒

## 觀測
來自各國的約300名科學家前往南美洲觀測了此次日全食。其中有些人乘坐飛機沿月球本影向東直到大西洋上空，還有些發射了探空火箭，以記錄風和溫度的變化情況，並進行X射线觀測。此外，美国双子座12号任務成員吉姆·洛弗尔和巴兹·奥尔德林也在太空中拍攝了此次日食。儘管發射時間比原計劃推遲了2天，但在調整飛行計劃後，拍攝最終順利完成。

## 相關的日食

### 1964-1967年的日食
月球交替位於相對的月球交點時，以半個交點年（食年），即約177天又4小時間隔出現下列日食。
註：1964年1月14日和1964年7月9日的日偏食屬於上一組交點年系列。
| 升交點   | 升交點                   |          | 降交點                   | 降交點 |
| 沙羅周期 | 地圖                     | 沙羅周期 | 地圖                     |        |
| 117      | 1964年6月10日 偏食（南） | 122      | 1964年12月4日 偏食（北） |        |
| 127      | 1965年5月30日 全食       | 132      | 1965年11月23日 環食      |        |
| 137      | 1966年5月20日 環食       | 142      | 1966年11月12日 全食      |        |
| 147      | 1967年5月9日 偏食（北）  | 152      | 1967年11月2日 全食       |        |

### 沙羅周期
沙羅周期長度為18年11天。本次日食屬於沙羅周期142，共包含72次日食，依次為1624年4月17日至1750年7月3日的8次日偏食、1768年7月14日的1次全環食（亦稱混合食）、1786年7月25日至2543年10月29日的43次日全食、2561年11月8日至2904年6月5日的20次日偏食，總共歷時1280.14年。其中最長的全食發生於2291年5月28日，共持續了6分34秒。
下表列舉了1901年至2100年間發生的屬於該周期的日食，是第17至27次：
| 17             | 18             | 19            |
| -------------- | -------------- | ------------- |
| 1912年10月10日 | 1930年10月21日 | 1948年11月1日 |
| 20             | 21             | 22            |
| 1966年11月12日 | 1984年11月22日 | 2002年12月4日 |
| 23             | 24             | 25            |
| 2020年12月14日 | 2038年12月26日 | 2057年1月5日  |
| 26             | 27             |               |
| 2075年1月16日  | 2093年1月27日  |               |

## 資料來源
1. ↑  樊忠玉. . 中国天文科普网.   [2016-03-29]. （原始内容存档于2014-09-17）.
2. 1 2  Fred Espenak. . NASA Eclipse Web Site.   [2016-03-29]. （原始内容存档于2020-10-24）.（英文）
3. 1 2  . Encyclopedia Astronautica.   [2016-03-31]. （原始内容存档于2012-02-04）.（英文）
4. ↑  Fred Espenak. . NASA Eclipse Web Site.   [2016-03-29]. （原始内容存档于2020-10-27）.（英文）
5. ↑  Xavier M. Jubier. .   [2016-03-29]. （原始内容存档于2019-06-09）.（法文）（英文）
6. ↑  Fred Espenak. . NASA Eclipse Web Site.   [2016-03-29]. （原始内容存档于2008-08-29）.（英文）
7. ↑  . YouTube.   [2016-03-31]. （原始内容存档于2019-02-13）.（英文）
8. ↑  Fred Espenak. . NASA Eclipse Web Site.（英文）

## 外部連結
- NASA日食專頁（页面存档备份，存于）（英文）
- 可見區域圖和時間統計：由弗雷德·埃斯佩纳克做出的日食預報，NASA/GSFC
  - Google互動地圖呈現的日食範圍
  - 貝塞爾元素
- Google地圖顯示的日全食和日偏食範圍（页面存档备份，存于）（法文）（英文）

| \| \| 日食 \|                             |                               |                                          |
| 上一次日食： 1966年5月20日日食 （日環食） | 1966年11月12日日食 （日全食） | 下一次日食： 1967年5月9日日食 （日偏食） |
| 上一次日全食： 1965年5月30日日食          | 1966年11月12日日食 （日全食） | 下一次日全食： 1968年9月22日日食         |
|                                           | 日食                          |                                          |